# Braunkohlenwerk Herkules
Das Braunkohlenwerk Herkules ist ein ehemaliger Betrieb zur Gewinnung und Weiterverarbeitung von Braunkohle in Hirschfelde.

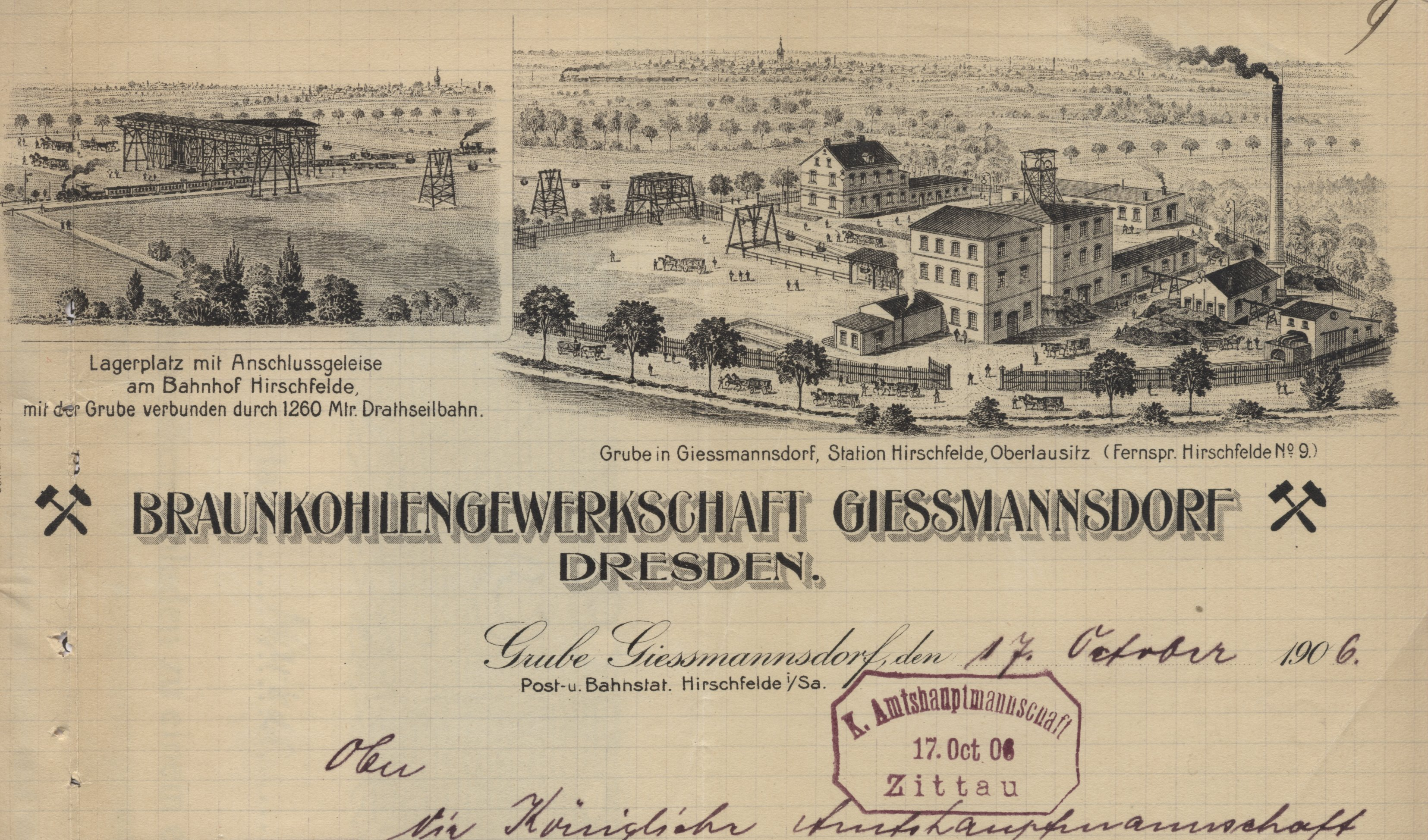
Briefbogen Grube Gießmannsdorf von 1906

Den Grundstock für das Braunkohlenwerk (BKW) Hirschfelde legte im Jahr 1904 der Gutsbesitzer Ernst Heidrich, indem er im benachbarten Türchau (Turoszów) drei Schächte von 6 bis 10 Meter abteufen und ausbauen ließ. Die Gewerkschaft Herkules übernahm im Jahr 1905 die Gruben des Gutsbesitzers Heidrich. Um 1905 begann im Nachbarort Gießmannsdorf (Devastierung in den 1940er Jahren) die Kohleförderung unter der Braunkohlengewerkschaft Gießmannsdorf-Dresden, wobei über eine 1260 Meter lange Seilbahn die Braunkohle von Gießmannsdorf zu einer Verladestation am Bahnhof Hirschfelde transportiert wurde.
Mit der Umwandlung in die Braunkohlen-Aktiengesellschaft-Herkules im Mai 1907 war der Erwerb eines Grundbesitzes von 88 Hektar und etwa 25 Mio. Tonnen Rohbraunkohle verbunden. In der Folge wurde ein Abraumbagger in Betrieb genommen und der Übergang vom Tiefbau zum Tagebau hergestellt. Der ebenfalls im Jahr 1907 begonnene Bau zweier Brikettfabriken endete 1908 mit der Fertigstellung und Inbetriebnahme unter der Bezeichnung Braunkohlenwerk AG Herkules.
Die Überführung des Betriebes als Staatliches Braunkohlenwerk Hirschfelde in den Besitz des Landes Sachsen wurde im Jahr 1917 vorgenommen. Im Jahr 1920 waren 1680 Menschen im BKW beschäftigt. 1923 erfolgte die Umwandlung in die Aktiengesellschaft Sächsische Werke (ASW), der auch unter anderem das unmittelbar angrenzende Kraftwerk Hirschfelde angeschlossen wurde. Nach anfänglichen Steigerungen der Förderleistung in den Jahren 1925 und 1926, ging diese aufgrund der schlechten Wirtschaftslage nach 1931 zurück. Der Aufbau einer Schwelerei begann 1937. In dieser Zeit wurden täglich etwa 19.000 Kubikmeter Stadtgas hergestellt. In der Kemmlitz wurde 1944 unter dem Decknamen Jakob II mit dem Bau einer Treibstoff-Destillieranlage begonnen.
Nach Kriegsende entstand 1945 die Situation, dass Kohlegewinnung und Kohleveredlung getrennt waren, da der Tagebau nun auf polnischem Territorium lag. Die sowjetische Militärverwaltung beschlagnahmte am 30. Oktober 1945 das Betriebsvermögen der ASW. Die Übergabe der Grube an die polnische Regierung fand im September 1946 statt. Mittels vertraglicher Regelung zwischen der DDR und Polen erfolgte bis 1982 die Kohlelieferung für das BKW (ab 1968 für das Kraftwerk) weiterhin von der Grube Turów. Danach kam Braunkohle aus den Tagebauen Olbersdorf und Berzdorf sowie aus dem Lausitzer Revier zum Einsatz.
Neben der kontinuierlichen Kohleversorgung des Kraftwerks, verließen bei der Gründung der DDR im Jahr 1949 nachstehende Produkte das BKW Hirschfelde:
- Förder-, Sieb-, Stück- und Klarkohle für Industrie und Hausbrand
- Briketts
- Schwelkoks
- Teer
- Heizöl
- Schwerbenzin
- Leichtöl
- Nasspresssteine
- Ferngas

Im Juli des Jahres 1964 erfolgte der Zusammenschluss von Braunkohlenwerk Hirschfelde und Tagebau Berzdorf bei Görlitz zum BKW Oberlausitz. Am 1. Dezember 1966 wurde die Brikettfabrik stillgelegt und am 31. März 1968 die Gasproduktion eingestellt.

## Quelle
- Historischer Hirschfelder Industriepfad – Braunkohlenwerk (BKW)